# عزلة بني جميل (ذمار)
عزلة بني جميل ( هي مجموعة من القرى والمحلات ) ينتسب أبناء بني جميَل مركز العزلة إلى عبد الله بن جميل بن نوف والذي قدم من الجوف من عزلة آل جميل بعد أن سكن هو وإخوانه مراد في مأرب ، حيث أقاموا وكونوا قرية آل جميل في مراد ثم بقى أخوانه في مراد وهو أي عبد الله بن جميل هاجر إلى الحداء وقطن بها ورزق 3 أولاد ( زيد ــ سعيد ــ علي ) وقد أصبح كل ابن اسم لفخذ في القرية ينتسبون جميعهم إلى الجد الأول عبد الله بن جميل بن نوف .
ويتكون حبل الجميلي في الحدا من ثمان قرئ 
القريه الرئيسيه بني جميل
تتكون عزلة بني جميل القرية الرئيسية من عده محلات داخلها  (السبيل ـــ  الحافة ــ الدمنة ــ الرومية ــ الجرين ــ الذبة ــ الدوور ــ ضبعان ) وكذلك عدد من القرى  وهي بيت الرباحي ــ بني قطران ــ سبال الحديد ــ بيت شرغة ــ فراه ــ بيت الشلال في خرابة الشلال ــ السواد( خمس مناطق كبيرة) . والقرى ليست متجاورة وإنما البعض منها متجاور . حيث توجد السواد على حدود مديرية جهران باتجاه الغرب من مركز العزلة بني جميل فراه في اتجاه الشرق من العزلة 
بيت الشلال في خرابة الشلال بوادي مخدره باتجاه ال من العزلة بقية القرى والمحلات متجاورة مع مركز العزلة بني جميل المركز الرئيسي للعزلة حدودها كم يلي:الشمال :- العابسية( سبيه والماجل والجلب ).الشمال الغربي :- المصاقرة.الغرب :- السليل الجنوب الغربي : الثجرة والقضاصة .
الجنوب : بيت رقبان والجردة .
الشرق : بني مزروع وبني عيسى .
اشمال الشرقي : بني عكروت 
يبلغ تعداد سكان القرية المركز 3525 نسمة حسب تعداد سكان 2004 أما العزلة كاملة فيبلغ تعداد سكانها 7500 نسمة يوجد في القرية المركز مجمع ثانوي ( علمي + أدبي ) يبلغ عدد الطلاب فيه 600 طالب وطالبة وجميع مدرسي المعهد من العزلة كلهم جامعيين حيث يبلغ عدد الخريجين من أبناء العزلة أكثر من 150 جامعي في جميع التخصصات
علما أن هناك الكثير في المدن لم يتم حصرهم ضمن التعداد السكاني ، حيث يبغل عددهم تقريبا 4000 نسمة للعزلة بأكملها متواجدين في المدن اليمنية وخارج الوطن